# Bathyphysa conifera
Bathyphysa conifera är en nässeldjursart som först beskrevs av Studer 1878.  Bathyphysa conifera ingår i släktet Bathyphysa och familjen Rhizophysidae. Inga underarter finns listade i Catalogue of Life.